# Аласан Исуфу
Аласа̀н Дант Исуфу̀ (на френски: Alhassane Dante Issoufou) е нигерски футболист.
Роден е на 1 януари 1981 г. От 2006 г. е играч на АСО Шлеф.